# Liste der Lieder von Anastacia
Dies ist eine komplette Liste der Lieder der US-amerikanischen Sängerin und Songwriterin. Anastacia.
Die Reihenfolge der Titel ist alphabetisch. Sie gibt Auskunft über die Urheber.

## Alben
Es sind alle Lieder von folgenden Anastacia-Alben aufgelistet:
| - 2000: Not That Kind - 2001: Freak of Nature - 2001: Ally McBeal - For Once In My Life - 2004: Anastacia - 2007: Andrew Lloyd Webber: 60 - 2008: Heavy Rotation - 2010: Best Of Natalia - 2012: It’s a Man’s World - 2014: Resurrection - 2015: Ultimate Collection - 2017: Evolution - 2017: Quarant'anni che ti amo - Best Live - 2018: Alex Christensen & The Berlin Orchestra – Classical 90s Dance 2 (mit Anastacia) |

## Singles
Es sind alle Lieder von folgenden Anastacia-Singles aufgelistet:
- 2000: I'm Outta Love
- 2000: Not That Kind
- 2001: Cowboys & Kisses
- 2002: Goodbye's (The Saddest Word)
- 2002: You'll Never Be Alone
- 2004: Left Outside Alone
- 2004: Sick And Tired
- 2004: Welcome To My Truth
- 2005: Heavy On My Heart
- 2010: Stalemate
- 2012: What Can We Do (Deeper Love)
- 2023: Best Days

## 115 Lieder

### A
| # | Titel                                                     | Dauer | Autoren | Album                 | Jahr |
| - | --------------------------------------------------------- | ----- | --- | --------------------- | ---- |
| 1 | Absolutely Positively erschien als Single                 | 4:20  | Shaffer Smith, Chuck Harmon | Heavy Rotation        | 2008 |
| 2 | All Fall Down                                             | 3:04  | Guy Chambers, Anastacia | Heavy Rotation        | 2008 |
| 3 | American Night                                            |       | Anastacia Newkirk, Ryan Louder, Andreas Grahn |                       | 2022 |
| 4 | An Angel                                                  | 3:53  | Angelo Kelly, Barby Kelly, Dan Kelly, Jimmy Kelly, Joey Kelly, John Kelly, Kathy Kelly, Maite Kelly, Michael Patrick Kelly, Patricia Kelly, Paul Kelly | Our Songs             | 2023 |
| 5 | Another Night mit Alex Christensen & The Berlin Orchestra | 3:21  | Bobby Orlando, Jürgen Wind, Olaf Jeglitza, Frank Hassas                                                                                                | Classical 90s Dance 2 | 2018 |
| 6 | Apology                                                   | 3:32  | Anastacia, John Fields, Jamie Hartman | Resurrection          | 2014 |
| 7 | Army Of Me                                                | 3:25  | Christina Aguilera, Jamie Hartman, David Glass, Philip Bentley                                                                                         | Ultimate Collection   | 2015 |

### B
| #  | Titel                     | Dauer | Autoren                                                                               | Album                              | Jahr |
| -- | ------------------------- | ----- | ------------------------------------------------------------------------------------- | ---------------------------------- | ---- |
| 1  | Baptize My Soul           | 4:13  | Evan Rogers, Carl Sturken, Anastacia                                                  | I'm Outta Love Single              | 2000 |
| 2  | Beautiful                 | 3:20  | Peter Plate, Ulf Leo Sommer, Sarah Connor, Daniel Faust                               | Our Songs                          | 2023 |
| 3  | Beautiful Messed Up World | 3:09  | Anastacia, Andrew Frampton, Jamie Jones, Jason Pennock, D'Myreo Mitchell, Jack Kugell | Heavy Rotation                     | 2008 |
| 4  | Before                    | 3:48  | Anastacia, Jakob Redtzer, Wilhelm Börjesson, Ninsun Poli                              | Evolution                          | 2017 |
| 5  | Best Days                 | 4:32  | Andreas Frege, Andreas von Holst, Birgit Minichmayr                                   | Our Songs                          | 2023 |
| 6  | Black Roses               | 3:38  | Evan Rogers, Carl Sturken, Anastacia, Ray Ruffin                                      | Not That Kind                      | 2000 |
| 7  | Boom erschien als Single  | 3:19  | Glen Ballard, Anastacia                                                               | Freak of Nature Collectors Edition | 2001 |
| 8  | Boomerang                 | 3:03  | Anastacia, Steve Diamond, John Fields                                                 | Evolution                          | 2017 |
| 9  | Born To Live              | 3:29  | Der Graf, Henning Verlage                                                             | Our Songs                          | 2023 |
| 10 | Boxer                     | 3:48  | Anastacia, Samuel Gajicki, Ninsun Poli                                                | Evolution                          | 2017 |
| 11 | Broken Wings              | 3:37  | Anastacia, Damon Sharpe, Toby Gad                                                     | Resurrection                       | 2014 |
| 12 | Burning Star + Natalia    | 3:33  | Luke Boyd, Micah Otano, Mike Barkulis                                                 | Best Of Natalia                    | 2010 |

### C
| # | Titel                                | Dauer | Autoren                                                                                                 | Album             | Jahr |
| - | ------------------------------------ | ----- | --- | ----------------- | ---- |
| 1 | Caught In The Middle                 | 2:56  | Anders Bagge, Lauren Dyson, Ninos Hanna, Javier Gonzalez                                                | Evolution         | 2017 |
| 2 | Cello                                | 3:30  | Udo Lindenberg                                                                                          | Our Songs         | 2023 |
| 3 | Club Megamix                         | 11:48 | Glen Ballard, Sam Watters, Louis Biancaniello, Roger Sanchez, David Hodges, Jason Nevins, Keri Chandler | Pieces of a Dream | 2005 |
| 4 | Cowboys & Kisses erschien als Single | 4:32  | Anastacia, Wil Wheaton, Marvin Young                                                                    | Not That Kind     | 2000 |

### D
| # | Titel                        | Dauer | Autoren                                                                  | Album           | Jahr |
| - | ---------------------------- | ----- | ------------------------------------------------------------------------ | --------------- | ---- |
| 1 | Dark White Girl              | 3:23  | –                                                                        | Resurrection    | 2014 |
| 2 | Defeated erschien als Single | 3:54  | Anastacia, Damon Sharpe, Jonathan Rotem                                  | Heavy Rotation  | 2008 |
| 3 | Don’t Cha Wanna              | 3:43  | Stevie Wonder, Sam Watters, Louis Biancaniello, Anastacia, Yvonne Wright | Freak of Nature | 2001 |
| 4 | Don’t Stop (Doin’ It)        | 4:21  | Sam Watters, Louis Biancaniello, Anastacia                               | Freak of Nature | 2001 |

### E
| # | Titel                                                  | Dauer | Autoren                               | Album             | Jahr |
| - | ------------------------------------------------------ | ----- | ------------------------------------- | ----------------- | ---- |
| 1 | Everything Burns (Ben Moody feat.) erschien als Single | 3:43  | Ben Moody                             | Pieces of a Dream | 2005 |
| 2 | Evolution                                              | 3:23  | Anastacia, Steve Diamond, John Fields | Resurrection      | 2014 |

### F
| # | Titel           | Dauer | Autoren                                          | Album           | Jahr |
| - | --------------- | ----- | ------------------------------------------------ | --------------- | ---- |
| 1 | Forever Young   | 3:17  | Bernhard Lloyd, Marian Gold, Frank Mertens       | Our Songs       | 2023 |
| 2 | Freak of Nature | 3:39  | Anastacia, Richie Jones, Billy Mann, Eric Kupper | Freak of Nature | 2001 |

### G
| # | Titel     | Dauer | Autoren                   | Album                     | Jahr |
| - | --------- | ----- | ------------------------- | ------------------------- | ---- |
| 1 | Get Ready | 3:30  | Anastacia, Kara DioGuardi | Left Outside Alone Single | 2004 |

### H
| # | Titel                                 | Dauer | Autoren                                               | Album           | Jahr |
| - | ------------------------------------- | ----- | ----------------------------------------------------- | --------------- | ---- |
| 1 | Heavy on My Heart erschien als Single | 4:27  | Anastacia, Billy Mann                                 | Anastacia       | 2004 |
| 2 | Heavy Rotation                        | 3:25  | Rodney Jerkins, Frankie Storm                         | Heavy Rotation  | 2008 |
| 3 | Higher Livin’                         | 3:16  | Alex Geringas, Anastacia, Steve Diamond, Anders Grahn | Evolution       | 2017 |
| 4 | How Come the World Won’t Stop         | 4:03  | Anastacia, Billy Mann                                 | Freak of Nature | 2001 |

### I
| #  | Titel                                                                             | Dauer | Autoren                                                               | Album                              | Jahr |
| -- | --------------------------------------------------------------------------------- | ----- | --------------------------------------------------------------------- | ---------------------------------- | ---- |
| 1  | I Ask of You                                                                      | 4:27  | Sam Watters, Louis Biancaniello, Anastacia                            | Not That Kind                      | 2000 |
| 2  | I Belong to You (el ritmo de la pasión) (Eros Ramazzotti &) erschien als Single   | 4:26  | Eros Ramazzotti, Claudio Guidetti, Anastacia, Kaballà, Kara DioGuardi | Ultimate Collection                | 2006 |
| 3  | I Belong to You (il ritmo della passione) (Eros Ramazzotti &) erschien als Single | 4:27  | Eros Ramazzotti, Claudio Guidetti, Anastacia, Kaballà, Kara DioGuardi | Pieces of a Dream                  | 2005 |
| 4  | I Call It Love                                                                    | 3:37  | Anastacia, Andrew Frampton, Jamie Jones, Jason Pennock, Jack Kugell   | Heavy Rotation                     | 2008 |
| 5  | I Can Feel You erschien als Single                                                | 3:50  | Shaffer Smith, Charles Harmon                                         | Heavy Rotation                     | 2008 |
| 6  | I Do (feat. Sonny Sandoval)                                                       | 3:01  | Anastacia, Lukas Burton, Kara DioGuardi, Danny Weissfeld              | Anastacia                          | 2004 |
| 7  | I Don’t Want to be the One                                                        | 3:59  | –                                                                     | Resurrection                       | 2014 |
| 8  | I Dreamed You                                                                     | 5:04  | Derek Bramble, Anastacia, Lindy Robbins,                              | Freak of Nature                    | 2001 |
| 9  | I’m Outta Love erschien als Single                                                | 4:02  | Sam Watters, Louis Biancaniello, Anastacia                            | Not That Kind                      | 2000 |
| 10 | I’m Outta Love & Big Fish                                                         | 4:17  | Sam Watters, Louis Biancaniello, Anastacia                            | I'm Outta Love Single              | 2016 |
| 11 | In Summer                                                                         | 4:07  | Guy Chambers, Anastacia, Rico Love                                    | Heavy Rotation                     | 2008 |
| 12 | In Your Eyes                                                                      | 4:09  | Glen Ballard, Anastacia                                               | Heavy Rotation                     | 2005 |
| 13 | I Thought I Told You That (feat. Faith Evans)                                     | 3:35  | Anastacia, Miklos Malek, Nicole Renee                                 | Freak of Nature Collectors Edition | 2001 |
| 1  | Just You (feat. Peter Maffay)                                                     | 4:40  | Peter Maffay, Bernd Meinunger                                         | Our Songs                          | 2023 |

### L
| # | Titel                                  | Dauer | Autoren                                          | Album                                          | Jahr |
| - | -------------------------------------- | ----- | ------------------------------------------------ | ---------------------------------------------- | ---- |
| 1 | Late Last Night                        | 4:27  | Diane Warren                                     | You'll Never Be Alone Single                   | 2002 |
| 2 | Left Outside Alone erschien als Single | 4:17  | Dallas Austin, Glen Ballard, Anastacia           | Anastacia                                      | 2004 |
| 3 | Lifeline                               | 4:02  | –                                                | Resurrection                                   | 2014 |
| 4 | Like Ice In The Sunshine               | –     | –                                                | –                                              | –    |
| 5 | Love Is A Crime                        | 3:21  | Greg Lawson, Denise Rich, Damon Sharpe, Ric Wake | Chicago: Music from the Miramax Motion Picture | 2002 |
| 6 | Love Is Alive                          | 3:56  | Gary Wright                                      | Not That Kind                                  | 2000 |
| 7 | Love Is Alive & Vonda Shepard          | 3:53  | Gary Wright                                      | Ally McBeal - For Once In My Life              | 2001 |

### M
| # | Titel                                   | Dauer | Autoren                                                                              | Album         | Jahr |
| - | --------------------------------------- | ----- | ------------------------------------------------------------------------------------ | ------------- | ---- |
| 1 | Made for Lovin’ You erschien als Single | 3:35  | Sam Watters, Louis Biancaniello, Anastacia                                           | Not That Kind | 2000 |
| 2 | Maybe Today                             | 5:15  | Anastacia, John Rzeznik, Kara DioGuardi                                              | Anastacia     | 2004 |
| 3 | Monsson                                 | 3:58  | Peter Hoffmann, David Jost, Dave Roth, Patrick Benzner, Bill Kaulitz                 | Our Songs     | 2023 |
| 4 | My Everything                           | 3:05  | Anastacia, Anders Bagge, Ninos Hanna, Linnea Deb, Can „Stress“ Canatan, Victor Thell | Evolution     | 2017 |

### N
| # | Titel                  | Dauer | Autoren                                                                   | Album                           | Jahr |
| - | ---------------------- | ----- | ------------------------------------------------------------------------- | ------------------------------- | ---- |
| 1 | Naughty                | 3:31  | Anastacia, Lester Mendez, Damon Sharpe                                    | Heavy Rotation [Deluxe Edition] | 2009 |
| 2 | Never Gonna Love Again | 3:30  | Guy Chambers, Anastacia                                                   | Heavy Rotation                  | 2008 |
| 3 | Nobody Loves Me Better | 3:22  | Anders Bagge, Robin Ahlm, Stran Cetin, Emelie Eriksson, Alvora Larsdotter | Evolution                       | 2017 |
| 4 | Not Coming Down        | 3:21  | Anastacia, Ninos Hanna, Emelie Eriksson, Marcus Holmberg, Yei Gonzalez    | Evolution                       | 2017 |
| 5 | Not That Kind          | 3:20  | Anastacia, Wil Wheaton, Marvin Young                                      | Not That Kind                   | 1998 |
| 6 | Nothin' At All         | 4:29  | Peter Lord Moreland                                                       | Not That Kind Single            | 2000 |
| 7 | Now Or Never           | 3:18  | Mark Smith, Johannes Oerding, Benni Dernhoff                              | Our Songs                       | 2023 |

### O
| # | Titel                                    | Dauer | Autoren                                          | Album                         | Jahr |
| - | ---------------------------------------- | ----- | ------------------------------------------------ | ----------------------------- | ---- |
| 1 | Oncoming Train                           | 3:10  | Alex Geringas, Nicky Holland                     | Resurrection [Deluxe Edition] | 2014 |
| 2 | One Day in Your Life erschien als Single | 3:28  | Anastacia, Richie Jones, Billy Mann, Eric Kupper | Freak of Nature               | 2001 |
| 3 | One More Chance                          | 4:39  | Oji Pierce, Anastacia                            | Not That Kind                 | 2000 |
| 4 | Other Side Of Crazy                      | 3:50  | Anastacia, Andy Stochansky, Jamie Hartman        | Resurrection [Deluxe Edition] | 2014 |
| 5 | Overdue Goodbye                          | 4:34  | Anastacia, Billy Mann                            | Freak of Nature               | 2001 |

### P
| # | Titel                                 | Dauer | Autoren                                                                                              | Album             | Jahr |
| - | ------------------------------------- | ----- | --- | ----------------- | ---- |
| 1 | Paid My Dues erschien als Single      | 3:21  | Anastacia, Damon Sharpe, Greg Lawson, LaMenga Kafi                                                   | Freak of Nature   | 2001 |
| 2 | Pain                                  | 3:52  | Anastacia, Anders Bagge, Tony Malm, Tommy Denander, Yei Gonzalez, Santi Rodriguez Liem, Emil Schmidt | Evolution         | 2017 |
| 3 | Pendulum                              | 3:30  | Anastacia, Jamie Hartman                                                                             | Resurrection      | 2014 |
| 4 | Pieces of a Dream erschien als Single | 4:03  | Glen Ballard, Anastacia, David Hodges                                                                | Pieces of a Dream | 2005 |
| 5 | Pretty Little Dum Dum                 | 4:37  | Glen Ballard, Anastacia, Kara DioGuardi                                                              | Anastacia         | 2004 |

### R
| # | Titel        | Dauer | Autoren                                                            | Album                         | Jahr |
| - | ------------ | ----- | ------------------------------------------------------------------ | ----------------------------- | ---- |
| 1 | Rearview     | 4:12  | Anastacia, John Rzeznik, Kara DioGuardi                            | Anastacia                     | 2004 |
| 2 | Reckless     | 3:07  | Sam Watters, Louis Biancaniello, Marley Monroe                     | Evolution                     | 2017 |
| 3 | Redlight     | 3:14  | Anastacia, Anders Bagge, Yei Gonzalez, Jimmy Claeson, Faye Medeson | Evolution                     | 2017 |
| 4 | Resurrection | 3:54  | Anastacia, Steve Diamond, John Fields                              | Resurrection [Deluxe Edition] | 2014 |

### S
| #  | Titel                                    | Dauer | Autoren                                                                           | Album                              | Jahr |
| -- | ---------------------------------------- | ----- | --------------------------------------------------------------------------------- | ---------------------------------- | ---- |
| 1  | Same Old Story                           | 5:32  | Evan Rogers, Carl Sturken, Anastacia                                              | Not That Kind                      | 2000 |
| 2  | Same Song                                | 3:56  | Guy Chambers, Anastacia                                                           | Heavy Rotation                     | 2008 |
| 3  | Seasons Change                           | 4:17  | Anastacia, John Rzeznik, Kara DioGuardi                                           | Anastacia                          | 2004 |
| 4  | Secrets                                  | 5:22  | Anastacia, Brian James                                                            | Freak of Nature                    | 2001 |
| 5  | Sexy Single                              | 3:52  | David A. Stewart, Anastacia                                                       | Anastacia                          | 2004 |
| 6  | Sick and Tired erschien als Single       | 3:30  | Dallas Austin, Glen Ballard, Anastacia                                            | Anastacia                          | 2004 |
| 7  | Someday My Prince Will Come              | 3:44  | Frank Churchill, Larry Morey                                                      | Freak of Nature Collectors Edition | 2001 |
| 8  | Stalemate & Ben’s Brother                | 3:42  |                                                                                   | Stalemate Single                   | 2010 |
| 9  | Stamina                                  | 3:45  | Alex Shield, Charla K., Sharon Vaughn                                             | Evolution                          | 2017 |
| 10 | Staring at the Sun                       | 3:43  | –                                                                                 | Resurrection                       | 2014 |
| 11 | Stay                                     | 3:26  | –                                                                                 | Resurrection                       | 2014 |
| 12 | Still Loving You                         | 5:33  | Rudolf Schenker, Klaus Meine                                                      | Our Songs                          | 2023 |
| 13 | Stupid Little Things erschien als Single | 3:55  | –                                                                                 | Resurrection                       | 2014 |
| 14 | Supergirl                                | 4:03  | Rea Garvey, Mike Gommeringer, Sebastian Padotzke, Uwe Bossert, Philipp Rauenbusch | Our Songs                          | 2023 |
| 15 | Superstar                                | 3:46  | Andrew Lloyd Webber, Tim Rice                                                     | Andrew Lloyd Webber: 60            | 2007 |
| 16 | Symphony                                 | 4:50  | Thomas Stolle, Johannes Stolle, Stefanie Kloss, Andreas Jan Nowak                 | Our Songs                          | 2023 |

### T
| # | Titel                    | Dauer | Autoren | Album                               | Jahr |
| - | ------------------------ | ----- | --- | ----------------------------------- | ---- |
| 1 | Take This Chance         | 4:24  | David Guetta, Steve Diamond, Giorgio Tuinfort, Johan Carlsson, Jacob Luttrell, Anastacia Newkirk, Caitlin Morris | Ultimate Collection                 | 2008 |
| 2 | The Saddest Part         | 4:10  | Anastacia, John Rzeznik, Kara DioGuardi                                                                          | Welcome To My Truth Single          | 2004 |
| 3 | The Way I See It         | 3:28  | Anastacia Andrew Frampton, Jamie Jones, Jason Pennock, D'Myreo Mitchell, Jack Kugell                             | Heavy Rotation                      | 2008 |
| 4 | Ti amo & Umberto Tozzi   | 4:36  | Giancarlo Bigazzi, Umberto Tozzi, Diane Warren                                                                   | Quarant'anni che ti amo - Best Live | 2017 |
| 5 | Time                     | 3:34  | Dallas Austin, Glen Ballard, Anastacia                                                                           | Anastacia                           | 2004 |
| 6 | Trop lourd dans mon cœur | 4:31  | Anastacia, Lionel Florence, Billy Mann                                                                           | Heavy On My Heart Single            | 2005 |
| 7 | Twisted Girl             | 3:56  | Anastacia, Billy Mann                                                                                            | Sick And Tired Single               | 2004 |

### U
| # | Titel            | Dauer | Autoren                   | Album                    | Jahr |
| - | ---------------- | ----- | ------------------------- | ------------------------ | ---- |
| 1 | Underdog         | 4:56  | Sylvester Stewart         | Cowboys & Kisses Single  | 2001 |
| 2 | Underground Army | 4:18  | Scott Cutler, Anne Preven | Heavy On My Heart Single | 2005 |

### W
| # | Titel                                   | Dauer | Autoren                                                                                           | Album                               | Jahr |
| - | --------------------------------------- | ----- | ------------------------------------------------------------------------------------------------- | ----------------------------------- | ---- |
| 1 | Welcome to My Truth erschien als Single | 4:03  | Anastacia, John Shanks Kara DioGuardi                                                             | Anastacia                           | 2004 |
| 2 | What Can We Do (Deeper Love)            | 3:26  | Robert Clivillés, Christian Hamm, Alain Bertoni, David Cole [II], Tijs Verwest, Anastacia Newkirk | What Can We Do (Deeper Love) Single | 2012 |
| 3 | Where Do I Belong                       | 3:24  | Patrick Leonard, Anastacia, Kara DioGuardi                                                        | Anastacia                           | 2004 |
| 4 | Who’s Gonna Stop the Rain               | 5:00  | Evan Rogers, Carl Sturken                                                                         | Not That Kind                       | 2000 |
| 5 | Why                                     | 4:17  | Anastacia, Anders Bagge, Anders Grahn, Johan Röhr                                                 | Evolution                           | 2017 |
| 6 | Why’d You Lie to Me erschien als Single | 3:43  | Anastacia, Damon Sharpe, Greg Lawson, Trey Parker, Damon Butler, Canela Cox                       | Freak of Nature                     | 2001 |
| 7 | Wishing Well                            | 3:57  | Denise Rich, JIVE, Greg Bieck                                                                     | Not That Kind                       | 2000 |

### Y
| # | Titel                                     | Dauer | Autoren                                    | Album                               | Jahr |
| - | ----------------------------------------- | ----- | ------------------------------------------ | ----------------------------------- | ---- |
| 1 | Yo Trippin                                | 3:35  | Travon Potts, Anastacia                    | Not That Kind                       | 2000 |
| 2 | You’ll be Fine                            | 3:38  | Anastacia, Lester Mendez, Damon Sharpe     | Heavy Rotation                      | 2008 |
| 3 | You’ll Never be Alone erschien als Single | 4:21  | Sam Watters, Louis Biancaniello, Anastacia | Freak of Nature                     | 2001 |
| 4 | You Shook Me All Night Long & Céline Dion | 3:51  | Angus Young, Brian Johnson, Malcolm Young  | Goodbye's (The Saddest Word) Single | 2002 |

## Cover
| #  | Titel                                                      | Dauer | Autoren                                                               | Album                 | Jahr |
| -- | ---------------------------------------------------------- | ----- | --------------------------------------------------------------------- | --------------------- | ---- |
| 1  | Back in Black                                              | 4:30  | Angus Young, Malcolm Young, Brian Johnson                             | It’s a Man’s World    | 2012 |
| 2  | Best of You erschien als Single                            | 4:20  | Dave Grohl, Chris Shiflett, Nate Mendel, Taylor Hawkins               | It’s a Man’s World    | 2012 |
| 3  | Dream On erschien als Single                               | 4:34  | Steven Tyler                                                          | It’s a Man’s World    | 2012 |
| 4  | Mr. Vain mit Alex Christensen & The Berlin Orchestra & Ski | 4:21  | Nosie Katzmann, Jay Supreme, Stephan Zick                             | Classical 90s Dance 2 | 2018 |
| 5  | One                                                        | 3:50  | U2                                                                    | It’s a Man’s World    | 2012 |
| 6  | Ramble On                                                  | 5:15  | Jimmy Page, Robert Plant                                              | It’s a Man’s World    | 2012 |
| 7  | Supergirl                                                  |       |                                                                       |                       |      |
| 8  | Sweet Child o’ Mine                                        | 3:58  | Axl Rose, Steven Adler, Slash, Duff McKagan, Izzy Stradlin            | It’s a Man’s World    | 2012 |
| 9  | Use Somebody                                               | 3:57  | Caleb Followill, Nathan Followill, Jared Followill, Matthew Followill | It’s a Man’s World    | 2012 |
| 10 | Wonderwall                                                 | 3:56  | Noel Gallagher                                                        | It’s a Man’s World    | 2012 |
| 11 | You Can’t Always Get What You Want                         | 5:40  | Mick Jagger, Keith Richards                                           | It’s a Man’s World    | 2012 |
| 12 | You Give Love a Bad Name                                   | 4:04  | Desmond Child, Jon Bon Jovi, Richie Sambora                           | It’s a Man’s World    | 2012 |